# Porphyrellus fuligineus
Porphyrellus fuligineus är en sopp som beskrevs av Christiaan Hendrik Persoon 1801 som Boletus fuligineus. Den flyttades till Porphyrellus av Rolf Singer 1991.